# Rivière-du-Loup 3L
Rivière-du-Loup 3L je profesionální kanadský klub ledního hokeje, který sídlí v Rivière-du-Loup v provincii Québec. Založen byl v roce 2004 pod názvem Rivière-du-Loup CIMT. Svůj současný název nese od roku 2010. Do profesionální LNAH vstoupil v ročníku 2004/05. Své domácí zápasy odehrává v hale Centre Premier Tech s kapacitou 3 000 diváků. Klubové barvy jsou zelená a žlutá.
Jedná se o vítěze LNAH ze sezóny 2015/16.

## Historické názvy
Zdroj: 
- 2004 – Rivière-du-Loup CIMT
- 2010 – Rivière-du-Loup 3L

## Úspěchy
- Vítěz LNAH ( 1× )
  - 2015/16

## Přehled ligové účasti
Zdroj: 
- 2004– : Ligue Nord-Américaine de Hockey